# Exoprosopa melaena
Exoprosopa melaena är en tvåvingeart som beskrevs av Friedrich Hermann Loew 1874. Exoprosopa melaena ingår i släktet Exoprosopa och familjen svävflugor. Inga underarter finns listade i Catalogue of Life.